# Jake Pitts
Jacob Mark Pitts, nació el 21 de agosto de 1985 en Idaho, es un músico estadounidense, conocido por ser guitarrista de Black Veil Brides desde noviembre de 2009 sustituyendo al antiguo guitarrista David "pan" Burton tras haber sido recomendado por su amigo Jeremy Ferguson para entrar a la banda.

## Biografía

### Primeros años
Pitts nació en Idaho, Estados Unidos, hijo de Mark y Carolyn Pitts. También tiene una hermana mayor, Sarah Pitts Lowry, quien tiene dos hijos Aiden y Minka.
Pitts se casó con Cory Logvin el 3 de febrero de 2017.

### Carrera musical
Recibió su primera guitarra cuando tenía 10 años, pero lo guardó y no tocó hasta 3 años más tarde. La recogió cuando empezó a escuchar kiss, porque quería recrear su sonido. Aprendió teoría musical de su madre, que era pianista y compositora. También está influenciado musicalmente por el rock y heavy metal, principalmente de artistas como , Van Halen, Scorpions, All That Remains, Buckethead y Paul Gilbert.

## Discografía

### Con Black Veil Brides
- 2010: We Stitch These Wounds
- 2011: Set The World On Fire
- 2013: Wretched and Divine: The Story of the Wild Ones
- 2014: Black Veil Brides IV
- 2018: VALE
- 2020: ReStitch These Wounds
- 2021: The Phantom Tomorrow
- 2022: Saviour II
- 2022: The Mourning
- 2023: Saviour II Orchestral Version
- 2023: Temple Of Love Ft. VV
- 2024: Bleeders
- 2024: My Friends
- 2024: Bleeders (EP)

## Premios
- Kerrang! Awards 2011 - Mejor Internacional Newcomer
- Kerrang! Awards 2012 - Mejor Single Rebel Love Song
- Kerrang! Awards 2013 - Mejor banda en vivo Black Veil Brides
- Revolver Golden Gods 2011 - Mejor Nueva Banda
- Revolver Golden Gods 2012 - Mejor Guitarrista Jake Pitts
- Revolver Golden Gods 2013 - Canción del año In The End
- AP Music Awards 2015 - Álbum del año "Black Veil Brides"